# 梦龙
梦龙（Magnum）是联合利华和路雪旗下的冰淇淋品牌。

## 历史
20世纪80年代末，由位於丹麦奥胡斯的Frisco研發，1988年秋季投入生产。後來该品牌成為联合利华旗下的Heartbrand系列产品的一部分並在大多数国家销售。
1996年，梦龙进入中国市场。

## 植物基食品
2019年，梦龙在全球推出了经典与杏仁味素食冰淇淋；2021年5月，梦龙推出梦龙素享；梦龙推出植物基食品是为呼应联合利华于2020年末发表的未来食品倡议，该倡议旨在打造更健康、更可持续的全球食物体系。
2021年8月，梦龙发布说明，认为植物基食品会减少对环境的影响，表示其发展以植物油脂代替动物油脂、以植物蛋白代替动物蛋白的产品研发方向，“之后会有更多的植物基产品加入到我们的产品线”。

## 争议
2021年7月31日，中国网友质疑梦龙的产品中外配料表不同、用大比例植物油和少量奶粉代替纯牛奶、配料表首材料是水等相关讨论的话题登上新浪微博热搜。8月5日，联合利华全球副总裁、中国公共事务总裁曾锡文接受媒体采访回应相关话题，表示中外配料表不同是受当地食品标注的法律法规影响，“配料表的区别来自表述而非实际差异”、为稳定奶源品质与出口需求未使用纯牛乳，中国的梦龙产品使用来源于新西兰、欧洲等国的进口乳粉、“植物油作为梦龙配料中的一小部分，对于总成本的影响十分有限”，“不可能去为了所谓的节省成本而降低产品质量”。

## 外部鏈接
- 梦龙的新浪微博

- Official Website （页面存档备份，存于）